# 4-я гвардейская истребительно-противотанковая артиллерийская бригада
4-я гвардейская истребительно-противотанковая артиллерийская бригада — воинское соединение Вооружённых Сил СССР в Великой Отечественной войне, участвовала в Курской битве, освобождении Украины и Польши, Берлинской наступательной операции.

## История

### Полное наименование
4-я гвардейская истребительно-противотанковая артиллерийская Речицко-Радомская дважды Краснознамённая орденов Суворова, Кутузова и Богдана Хмельницкого бригада
 
сформирована в Орловской области в апреле 1943 года. Вначале называлась 110-й, а с 30 апреля— 13-й отдельной истребительно-противотанковой артиллерийской бригадой РВГК. В её состав входили 567, 1180, 1188-й истребительно-противотанковые артиллерийские полки и др. части.
К началу Курской битвы 1943 бригада входила в противотанковый резерв Центрального фронта. Её 1180-й истребительно-противотанковый артиллерийский полк впервые вступил в бой с противником 5 июля на стыке 48-й и 13-й армий. В дальнейшем бригада в полном составе во взаимодействии с войсками 13-й армии отражала танковые атаки противника в районе Понырей.
За проявленные в боях её личным составом стойкость, мужество, организованность и героизм была преобразована в 4-ю гвардейскую отдельную истребительно-противотанковую артиллерийскую бригаду РВГК (10 августа 1943).
С середины июля по сентябрь 1943, находясь последовательно в оперативном подчинении командующих 2-й танковой, 65-й, 60-й и 13-й армий Центрального фронта, участвовала в Орловской наступательной операции и освобождении Левобережной Украины. После форсирования в конце сентября р. Днепр южнее г. Комарин вела ожесточённые бои с противником в междуречье Днепра и Припяти. В ходе Гомельско-Речицкой наступательной операции Белорусского фронта действовала в составе войск 48-й армии.
За отличия в боях при освобождении г. Речица удостоена почётного наименования  «Речицкой» (18 нояб. 1943).
С конца 1943 до лета 1944 вела боевые действия последовательно в составе 3-й, 50-й и 69-й армий.
В Люблин-Брестской наступательной операции (1944) бригада участвовала в боях при прорыве обороны противника западнее г. Ковель и преследовании немецко-фашистских войск. Её части 31 июля вместе с войсками 69-й армии форсировали р. Висла в районе Конты (50 км западнее Люблина).
За образцовое выполнение боевых заданий командования в этой операции бригада была награждена орденом Красного Знамени (9 авг. 1944).
В Варшавско-Познанской наступательной операции (1945) бригада вела успешные боевые действия в составе 69-й, с 21 января 47-й армий 1-го Белорусского фронта.
За доблесть и мужество, проявленные её воинами при прорыве обороны немецко-фашистских войск южнее Варшавы, была награждена орденом Суворова 2-й степени.
За отличия в боях в районе г. Радом удостоена почётного наименования «Радомской» (19 февр. 1945),
Высокое воинское мастерство личный состав бригады показал при отражении контратак танков противника в боях под Лодзью и Томашовом (Томашув-Мазовецки), за что она была награждена орденом Кутузова 2-й степени (19 февр. 1945).
С 10 февраля бригада в составе 47-й, с 16 февраля 61-й армий участвовала в Восточно-Померанской наступательных операции.
За доблесть, проявленную её воинами при прорыве обороны противника восточнее г. Штаргард (Старгард), награждена орденом Богдана Хмельницкого 2-й степени (26 апр. 1945).
В середине марта бригада была передана в 5-ю ударную армию, в составе которой вела бои на Кюстринском плацдарме и участвовала в Берлинской наступательной операции.
За образцовое выполнение заданий командования в боях при штурме Берлина награждена вторым орденом Красного Знамени (11 июня 1945).

## Состав
- 567, 1180, 1188-й истребительно-противотанковые артиллерийские полки и др. части.

## Подчинение
- Бригада находилась в оперативном подчинении последовательно 65-й, 60-й, 13-й армий Центрального фронта, 3-й, 50-й и 69-й армий, 47-й, 61-й

## Командиры
- полковник Н. П. Сазонов (апр.— июль 1943);
- подполковник, с августа 1943 полковник П. Н. Значенко (июль 1943 — до конца войны).

## Награды и наименования
| Награда (наименование)                | Дата          | За что получена |
| ------------------------------------- | ------------- | --- |
| Советская гвардия                     | 10.08.43 г.   | За проявленные в боях в Курской битве отвагу, стойкость, дисциплину и героизм личного состава преобразована в гвардейскую                                  |
| почётное наименование «Речицкая»      | 18.11.1943    | За отличие в боях при освобождении г. Речица бригаде присвоено почётное наименование "Речицкой "                                                           |
| почётное наименование «Радомская»     | 19 февр. 1945 | За отличие в боях при освобождении г. Радом бригаде присвоено почётное наименование "Радомской "                                                           |
| Орден Красного Знамени                | 09.08.1944    | За отличие в боях в Люблин-Брестской операции |
| Орден Красного Знамени                | 11.06.1945    | За отличие в боях при освобождении г. Берлин |
| Орден Суворова II степени             | 19.02.1945    | За умелые действия и проявленное при этом доблесть и мужество была награждена орденом Суворова 2-й степени                                                 |
| Орден Богдана Хмельницкого II степени | 6.04.1945     | За образцовое выполнение боевых задач при прорыве обороны противника вост. г. Штаргард (Старгард) была награждена орденом Богдана Хмельницкого 2-й степени |
| Орден Кутузова II степени             | 28.05.1945    | За образцовое выполнение заданий командования была награждена орденом Кутузова 2-й степени                                                                 |

## Отличившиеся воины
В годы войны за мужество и героизм, проявленные в боях с немецко-фашистскими захватчиками, около 7,5 тысяч воинов бригады были награждены орденами и медалями, а 9 из них присвоено звание Героя Советского Союза.

### Герои Советского Союза
- Казимиров, Василий Васильевич
- Королёв, Владимир Васильевич
- Пестерев, Георгий Иванович
- Синько, Михаил Семёнович
- Черкашнев, Иван Трофимович
- Шляев, Николай Васильевич

### Полные кавалеры ордена Славы
- Голубничий, Николай Иванович
- Копылов, Николай Карпович
- Мурзаев, Исраил (20 декабря 1919 — ?) — наводчик орудия 275-го гвардейского истребительно- противотанкового артиллерийского полка, кавалер ордена Славы трёх степеней
- Пестов, Дмитрий Григорьевич
- Тихоняк, Василий Иванович - командир расчета 278-го гвардейского истребительно-противотанкового артиллерийского полка[1].